# 绍定
绍定（1228年—1233年）是南宋皇帝宋理宗的第二個年号，共计6年。

## 年號含義
從年號紹興、嘉定各取一字，組合而成。《改元詔文》：「仰法紹興之治，近承嘉定之規，用易美稱，以迎新祉。」

## 改元
- 寶慶三年——十一月七日，有詔明年改元紹定。[2][3]
- 紹定六年——十一月五日，有詔明年改元端平。[4][5]

## 紀年對照表
| 紹定 | 元年   | 二年   | 三年   | 四年   | 五年   | 六年   |
| ---- | ------ | ------ | ------ | ------ | ------ | ------ |
| 公元 | 1228年 | 1229年 | 1230年 | 1231年 | 1232年 | 1233年 |
| 干支 | 戊子   | 己丑   | 庚寅   | 辛卯   | 壬辰   | 癸巳   |

## 同期存在的其他政权年号
- 中國
  - 重德（1229年）：南宋時期—廖森之年號
  - 正大（1224年－1231年）：金朝—金哀宗完顏守緒之年號
  - 開興（1232年）：金朝—金哀宗完顏守緒之年號
  - 天興（1232年－1234）：金朝—金哀宗完顏守緒之年號
  - 大同（1224年－1233年）：金朝時期—蒲鮮萬奴之年號
  - 仁壽（1227年－1238年）：大理—段智祥之年號
- 越南
  - 建中（1226年－1232年）：陳朝—陳太宗陳日煚之年號
  - 天應政平（1232年－1254年）：陳朝—陳太宗陳日煚之年號
- 日本
  - 嘉祿（1225年－1228年）：後堀河天皇之年號
  - 安貞（1228年－1229年）：後堀河天皇之年號
  - 寬喜（1229年－1232年）：後堀河天皇之年號
  - 貞永（1232年－1233年）：後堀河天皇與四條天皇之年號
  - 天福（1233年－1234年）：四條天皇之年號

## 深入閱讀
- 李崇智. . 北京: 中華書局. 2004年12月. ISBN 7101025129.
- 鄧洪波. . 臺北: 國立臺灣大學東亞經典與文化研究計劃. 2005年3月  [2021-11-21]. ISBN 9789860005189. （原始内容 (pdf)存档于2007-08-25）.

| 前一年號： 宝庆 | 南宋年号 | 下一年號： 端平 |